# 跟你老婆去旅行
《跟你老婆去旅行》（A Trip with Your Wife）是一部於2021年上映的臺灣愛情喜劇片。此電影由林孝謙執導，鳳小岳、陳妍希、張書豪、禾浩辰主演。

## 演員
- 鳳小岳
- 陳妍希
- 張書豪
- 禾浩辰

## 外部連結
- 開眼電影網上《跟你老婆去旅行》的資料（繁體中文）
- 台灣電影網上《跟你老婆去旅行》的資料（繁體中文）
- Yahoo奇摩電影上《跟你老婆去旅行》的資料（繁體中文）